# Boethella hubleyi
Boethella hubleyi là một loài tò vò trong họ Ichneumonidae.